# 莫雄圣米克洛什
莫雄圣米克洛什（匈牙利語：Mosonszentmiklós）是匈牙利杰尔-莫雄-肖普朗州所辖的一个村。总面积30.71平方公里，总人口2301，人口密度74.9人/平方公里（2011年1月1日）。